# مو-یانگ هان
 مو-یانگ هان (انگلیسی: Moo-Young Han؛ زاده ۳۰ نوامبر ۱۹۳۴ - درگذشته ۱۵ مهٔ ۲۰۱۶) یک فیزیک‌دان اهل کره جنوبی-ایالات متحده آمریکا بود.